# Gare de Laillé
La gare de Laillé est une halte ferroviaire française de la ligne de Rennes à Redon située sur le territoire de la commune de Guichen, en bordure de la Vilaine à mi-distance entre les bourgs de Laillé et Guichen, dans le département d'Ille-et-Vilaine, en région Bretagne.
La halte est mise en service en 1882 par la compagnie des chemins de fer de l'Ouest. C'est une halte de la Société nationale des chemins de fer français (SNCF), desservie par des trains express régionaux TER Bretagne circulant entre Rennes et Messac-Guipry ou Redon.

## Situation ferroviaire
Établie à 21 m d'altitude, la halte de Laillé est située au point kilométrique (PK) 390,697 de la ligne de Rennes à Redon, entre les gares de Bruz et Guichen - Bourg-des-Comptes.

## Histoire

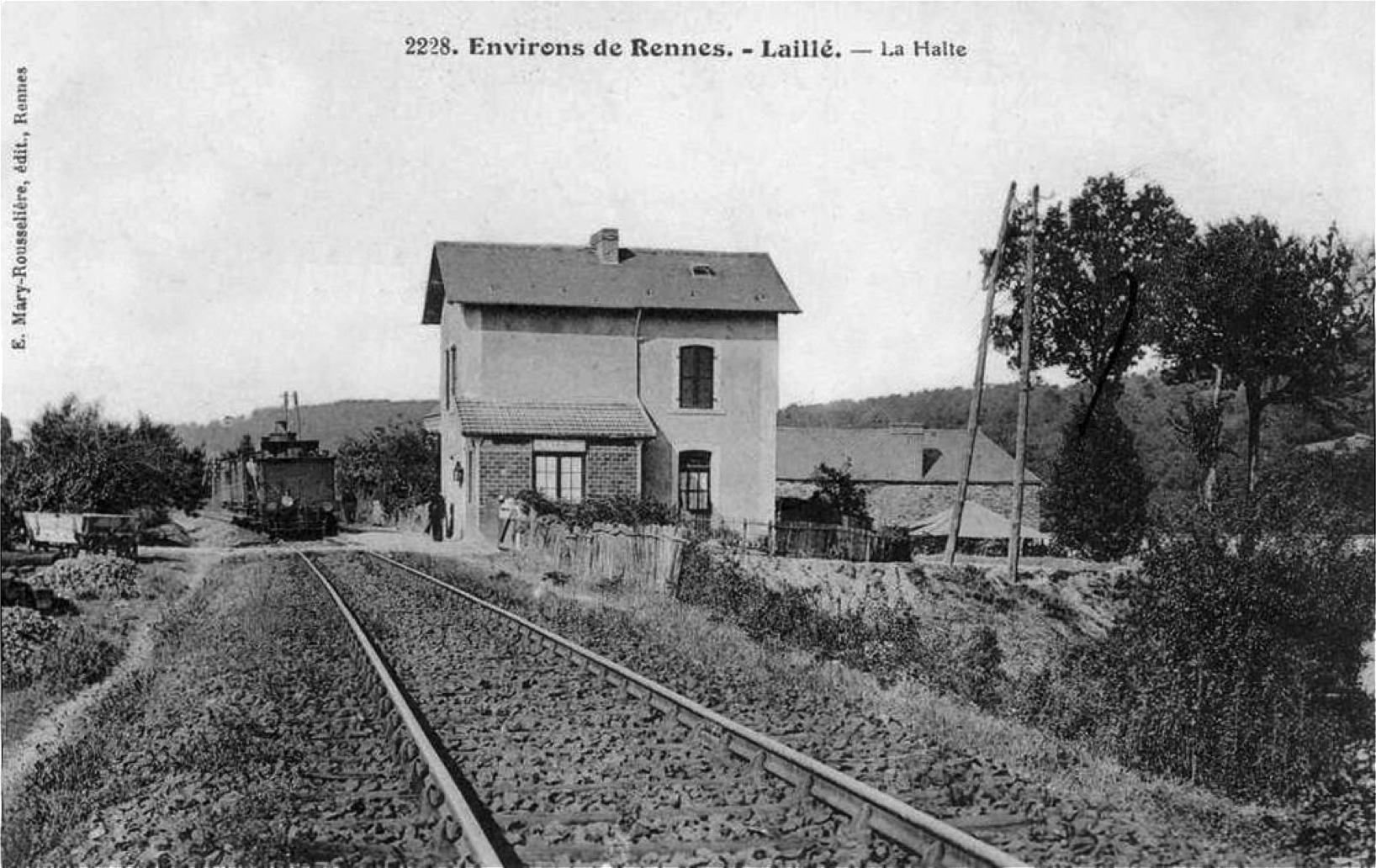
La halte avec son bâtiment du garde barrière et sa voie unique.

La halte est ouverte en 1882 par la compagnie des chemins de fer de l'Ouest qui a mis en service la ligne le 26 septembre 1862. Elle est établie au passage à niveau de la route menant de Guichen à Laillé, sur le bord de la Vilaine à proximité du pont routier. La compagnie utilise le bâtiment du garde barrière, il ne construit pas de bâtiment voyageurs.
L'environnement de la halte sert de lieu de tournage pour un film de propagande allemand pendant la Deuxième Guerre mondiale. Le sujet est l'entrée de l'armée dans Moscou, les moyens sont importants et la troupe nombreuse autour de la halte qui n'apparaîtra pas dans le film. À la suite de cet épisode les habitants surnommeront le pont, « pont de moscou ».
Près de l'arrêt des habitations va s'édifier au fil des années une petite zone urbaine appelée aujourd'hui le lieu dit Halte de Laillé.

## Fréquentation
De 2015 à 2023, selon les estimations de la SNCF, la fréquentation annuelle de la gare s'élève aux nombres indiqués dans le tableau ci-dessous.
| Année     | 2015   | 2016   | 2017   | 2018   | 2019   | 2020   | 2021   | 2022   | 2023   |
| --------- | ------ | ------ | ------ | ------ | ------ | ------ | ------ | ------ | ------ |
| Voyageurs | 24 140 | 23 001 | 17 846 | 14 529 | 16 302 | 10 753 | 10 217 | 20 854 | 26 072 |

## Service des voyageurs

### Accueil
Halte SNCF, est un point d'arrêt non géré (PANG) à entrée libre, elle dispose de deux quais avec abris. 
L'aménagement de cette halte est géré par la communauté de communes du canton de Guichen depuis 2008, tout comme les deux autres haltes suivantes (Guichen - Bourg-des-Comptes et Saint-Senoux - Pléchâtel).

Bien que ça soit la gare suivante (Guichen - Bourg-des-Comptes) qui porte le nom de Guichen, alors que celle de Laillé s'y trouve également, c'est cette dernière qui est située le plus près du bourg de Guichen.

### Desserte
Laillé est desservie par des trains TER Bretagne circulant sur les lignes no 08 Rennes - Messac-Guipry et no 15 Rennes - Redon. Une dizaine de trains s'arrêtent en gare quotidiennement.

### Intermodalité
La gare n'est pas desservie par les bus, l'arrêt le plus proche est situé à 400 m et n'est desservi que par des bus scolaires.